# カイマクル
カイマクルはトルコのカッパドキア地方にある町。地下8層に及ぶ地下都市跡がある。

## 地下都市

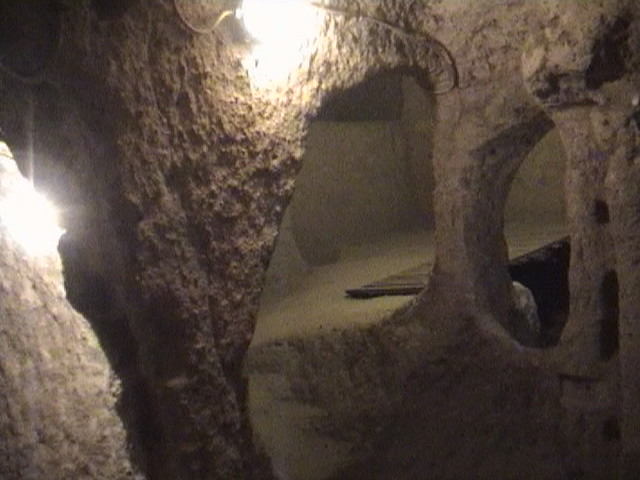
カイマクルの地下都市

内部には教会、学校、ワイナリー、食料貯蔵庫などが作られ、約2万人が暮らしたと考えられている。
各階層は階段や傾斜した通路でつながれている。
カイマクル地下都市と隣りの「デリンクユ地下都市」の間には地下通路が確認されている。
ローマ帝国の迫害を逃れてこの地に辿り着いた初期キリスト教徒たちが隠れ住み、何世紀もかかって掘り進められて拡張されてきたが、作られた年代は謎に包まれている。紀元前から存在し、ヒッタイトによって作られたと考えられている。